# Phoebe kwangsiensis
Phoebe kwangsiensis là loài thực vật có hoa trong họ Nguyệt quế. Loài này được H. Liu miêu tả khoa học đầu tiên năm 1932.